# Емина Муфтић
Емина Муфтић (15. јун 1961, Сарајево), позната и као Минка Муфтић, је босанскохерцеговачка позоришна, телевизијска и филмска глумица.

## Биографија
Емина Минка Муфтић је рођена 15. јуна 1961. године у Сарајеву. Завршила је основну школу "Веселин Маслеша" и средњу школу у свом родном граду Сарајеву. Након тога уписала се на Академију сценских умјетности у Сарајеву, гдје је била прва генерација на Одјелу за глуму, а дипломирала је 1987. године у класи професора Боре Стјепановића. 2001. године добила је титулу професора на истој академији.
Емина Муфтић била је запослена као чланица драме у Српском народном позоришту у Суботици, Народном позоришту Босанске крајине у Бањалуци и Камерном театру 55 у Сарајеву. Снимила је низ предавања о темама духовног учења за Радио Федерацију Босне и Херцеговине. Окушала се и као певачица, па је снимила ЦД и чак наступила на неким концертима. 1999. постала је члан Драмског ансамбла Народног позоришта у Сарајеву. Неке од представа у којима је Минка Муфтић играла важне улоге су „Хамлет“, „Вила лутака“, „Непушачи“, „Дундо Мароје“ и „Краљ умире“. Када је реч о филмовима, дефинитивно би требало поменути филмове Ромео и Јулија у Сарајеву, Халимин пут, Грбавица и многи други. Такође је глумила у8 бројним домаћим, али и у страним серијама од којих се издваја Игра Престола (Game of Thrones). Такође је посудила глас малој Му у цртном филму Мумијеви.

## Лични живот
Била је у дугогодишњој вези са музичаром Иваном Врхунцом Чапом, за кога се удала 2013. године, месец дана пре његове смрти. Има једну ћерку, Ситу. Минка Муфтић је дугогодишња вегетаријанка и бави се јогом.

## Филмографија
| Год.        | Назив                                   | Улога                      |
| ----------- | --------------------------------------- | -------------------------- |
| 1980.-е     |                                         |                            |
| 1982.       | Настојање                               |                            |
| 1985.       | Сребрена лисица                         | Певачица                   |
| 1985.       | Приче из фабрике                        | Минка                      |
| 1988.       | Вања                                    |                            |
| 1988.       | Лет у магли                             |                            |
| 1990.-е     |                                         |                            |
| 1992.       | Алекса Шантић                           | Глумица у позоришној трупи |
| 1994.       | Руско примирје                          |                            |
| 1998.       | Неочекивања шетња                       | Минка                      |
| 1998.       | Jours tranquilles à Sarajevo            |                            |
| 2000.-е     |                                         |                            |
| 2001.       | Прво смртно искуство                    | Дадина тетка               |
| 2002.       | Виза за будућност: Новогодишњи специјал | Сена                       |
| 2003.       | Сјевер је полудио (кратки филм)         | Ружица                     |
| 2003.       | (А)торзија (кратки филм)                |                            |
| 2002.-2008. | Виза за будућност                       | Сена                       |
| 2003.       | Виза за будућност: Новогодишњи специјал | Сена                       |
| 2004.       | Виза за будућност: Новогодишњи специјал | Сена                       |
| 2004.-2007. | Црна хроника                            | Др. Сабљић/Др. Топић       |
| 2006.       | Грбавица                                | Васвија                    |
| 2006.       | Небо изнад крајолика                    | Кока                       |
| 2006.       | Микрофон је ваш                         | Сена                       |
| 2006.-2007  | Тата и зетови                           | Марија                     |
| 2008.       | Аленино путовање                        | Ирма                       |
| 2008.       | Resolution 819                          | Хедиба                     |
| 2009.       | Невријеме                               | Радница у хотелу           |
| 2009.       | Жена у љубичастом (кратки филм)         | Вендор                     |
| 2009. 2010. | Кућни љубимци                           | Ружа                       |
| 2010.-е     |                                         |                            |
| 2010.       | Јасмина                                 | Докторица                  |
| 2010.       | Белведере                               | Зејна                      |
| 2010.-2011. | Луд, збуњен, нормалан                   | Зумрета "Зумра" Бубић      |
| 2012.       | Халимин пут                             | Невзета                    |
| 2012.       | Украдена срећа                          | Цвећарка                   |
| 2012.       | Venuto al Mondo                         | Комшиница                  |
| 2013.       | Ја сам из Крајине, земље Кестена        | Ајка                       |
| 2014.       | Елеанор (кратки филм)                   |                            |
| 2015.       | Game of Thrones                         | просјакиња                 |
| 2015.       | Сабина К.                               | Гинеколог                  |